# Munyua Waiyaki
Munyua Fredrick Lawrence Waiyaki (* 12. Dezember 1926 in Kikuyu, Kiambu County; † 25. April 2017 in Nairobi) war ein kenianischer Politiker der Kenya African National Union (KANU).

## Leben
Waiyaki besuchte die Alliance High School in Kikuyu und war ein Schulfreund von Njoroge Mungai, der ebenfalls Minister wurde. Er absolvierte ein Studium an der Universität von Fort Hare und engagierte sich zusammen mit Personen wie James Nyamweya im Kampf für die Unabhängigkeit vom Vereinigten Königreich. Er wurde nach der Unabhängigkeit Kenias am 12. Dezember 1963 als Kandidat der Kenya African National Union (KANU) erstmals zum Mitglied der Kenia gewählt und gehörte dieser 20 Jahre lang bis 1983 an. Er vertrat in dieser zunächst den Wahlkreis Nairobi Northeast, aus dem 1974 der Wahlkreis Mathare hervorging.
1974 wurde er von Staatspräsident Jomo Kenyatta als Nachfolger von Njoroge Mungai zum Außenminister ernannt und bekleidete dieses Amt auch in der Regierung von Kenyattas Nachfolger Daniel arap Moi, ehe er im Zuge einer Regierungsumbildung 1979 von Robert Ouko abgelöst wurde. Er selbst übernahm daraufhin zwischen 1979 und 1980 das Amt des Energieministers sowie von 1980 bis 1982 des Industrieministers, ehe er zuletzt 1982 Gilbert Kabere M’mbijiwe als Landwirtschaftsminister ablöste und dieses Ministeramt bis 1983 innehatte.
Bei den Wahlen vom 29. Dezember 1997 kandidierte Waiyaki für die United Patriotic Party für das Amt des Staatspräsidenten, belegte mit 6194 Stimmen (0,1 Prozent) jedoch nur den elften Platz unter 15 Kandidaten. Er war ein älterer Bruder der politischen Aktivistin und Schriftstellerin Wambui Otieno.